# Mahatsara Iefaka
Mahatsara Iefaka est une commune rurale malgache située dans la région de Vatovavy.